# 울보카푸친
울보카푸친(Cebus olivaceus)은 신세계원숭이에 속하는 꼬리감는원숭이의 일종이다. 남아메리카의 브라질 북부, 가이아나, 프랑스령 기아나, 수리남, 베네수엘라에서 발견되며, 그리고 북부 콜롬비아에도 사는 것으로 추측된다.

## 먹이
울보카푸친은 과일과 곤충, 유충을 먹으며, 뿐만 아니라 새알과 작은 새들, 도마뱀, 개구리 그리고 박쥐와 마모셋과 같은 작은 포유류로 먹는다.